# المصرف الزراعي التعاوني العراقي
المصرف الزراعي التعاوني العراقي هو مصرف عراقي حكومي، تأسس في بغداد يعنى بإعطاء القروض إلى الفلاحين لتحسين الواقع الزراعي في العراق.

## نبذة تاريخية
هو أقدم مصرف عراقي حكومي، تأسس في عام 1935م، وقد سمي في حينها بـ(المصرف الزراعي الصناعي)، حيث حددت أهدافه ومهامه بتمويل النشاطين الزراعي والصناعي، وكانت استثماراته المالية تحاول أن تغطي متطلبات الأعمال والأنشطة الزراعية المختلفة وتنسحب على المشاريع الصناعية التي ينهض بتأسيسها بعض التجار وأصحاب الحرف.
في العام 1946 ونظرا لتنامي حاجات المزارعين والفلاحين وأصحاب المهن التجارية والصناعية للقروض وازدياد حجم تمويلات المصرف وتعدد أهدافه، ارتأت الحكومة تأسيس مصرف صناعي مستقل يتولى مهام تمويل المشاريع الصناعية، فيما يختص المصرف الزراعي بتمويل متطلبات القطاع الزراعي.
لم تقتصر عملية التمويل على الفلاحين والمزارعين بل شملت كافة أطراف العلاقة الزراعية من فلاحين ومزارعين وجمعيات فلاحية وشركات زراعية ولكل من له علاقة بالواقع الزراعي دون اعتبار الربح هدفا أساسيا في فعاليات المصرف.
وفي سنة 1952 كان المصرف شبه حكومي، ورأسماله مليونَي دينار عراقي، دفعت منه الحكومة مليون دينار تقريباً بموجب القانون رقم 17 لسنة 1952، قال عبد الجليل الطاهر في كتابه (البدو والعشائر) "وقد ساعد هذا المصرف المزارعين الذين سبقَ أن استدانوا من المرابين الجشعين بفوائد فاحشة فدفعَ عنهم ديونَهم وحرّرَ أراضيَهم من حقوق الامتياز التي كانت مترتبة عليها لأولئك المرابين وأنقذَهم من هلاك كان محتماً".
وفي 9 كانون الأول سنة 1953 م رفعت الحكومة إلى مجلس النواب لائحة قانون ذيل تأسيس المصرف الزراعي وذكرت أن من أهم أهداف الحكومة تشجيع الملكية الزراعية الصغيرة في البلاد فأصدرت الحكومة من أجل ذلك قنوانين شتى لحصر توزيع الأراضي الأميرية لصغار المزارعين.
في عام 1994 جمدت السياسة الاقراضية للمصرف بموجب توجيهات مركزية بدواع زيادة دخول المزارعين جراء ارتفاع السياسة السعرية للمحاصيل الاستراتيجية، وقد اقتصر عمل المصرف على تقديم القروض التنموية التي خضعت إلى توجيهات مركزية.
في عام 1996 مارس المصرف أعمال الصيرفة التجارية الشاملة، بعد صدور القرار رقم (9) لسنة 1996 والذي بموجبه سمح للمصارف المتخصصة بممارسة أعمال الصيرفة التجارية الشاملة، إضافة لاعمالها الواردة بقوانينها وأنضمتها الداخلية.
في عام 2007 اتسعت مساحة النشاط التي تتحرك فيها فعاليات المصرف وتنوعت تلك الفعاليات مرورا بتقديم خدمات الصيرفة الشاملة من خلال شبكة الفروع العاملة في المحافظات ناهيك عن الدور الرئيسي في دعم القطاع الزراعي عبر تقديم الخدمة المصرفية والتسهيلات، لجميع العاملين في القطاع الزراعي ولمختلف الأغراض الزراعية، من خلال صندوق قروض الفلاحين الذي تم رفع رأسماله إلى 54 مليار وخفض نسبة الفائدة إلى (3- 5%) وكذلك من خلال التسهيلات المقدمة للأغراض الزراعية عبر قروض تم خفض الفائدة المستوفاة عليها إلى 8% بعد أن كانت 14-16%.

## فروع البنك
للمصرف عدد من الفروع في بغداد والمحافظات بلغ عددها نحو 42 فرعاوعدد من المكاتب تجاوز نحو 40 مكتبا.

## الموقع الرسمي للمصرف
- https://www.agriculturalbank.gov.iq